# Natland
Natland – wieś w Anglii, w Kumbrii, w dystrykcie (unitary authority) Westmorland and Furness. Leży 68 km na południe od miasta Carlisle i 356 km na północny zachód od Londynu. W 2001 miejscowość liczyła 747 mieszkańców.